# エドワード・バンカー
エドワード・バンカー（Edward Bunker、1933年12月31日 - 2005年7月19日）はアメリカ合衆国の元犯罪者の作家、脚本家、俳優。カリフォルニア州ハリウッド出身。映画に出演する際はエディ・バンカー（Eddie Bunker）名義を用いることもあった。

## 経歴
少年時代から犯罪に携わり、少年院や刑務所を出入りして過ごす。獄中で執筆したデビュー作『ストレートタイム』（1973年）が、1978年にダスティン・ホフマン主演で映画化された。脚本を担当したマイケル・マンはバンカーから話しを聞くため何度も刑務所を訪れ交流を深め、映画「ヒート」でジョン・ヴォイト演じるネイトのキャラクターのモデルにした。
以降も、自身の体験や裏社会を舞台にリアルに描写した犯罪小説を書き続けた。また彼の小説のファンであるクエンティン・タランティーノ監督の『レザボア・ドッグス』をはじめ、多くの映画に出演している。

## 邦訳作品
- ストレートタイム（1978年8月） - 角川書店（のち文庫）
- ドッグ・イート・ドッグ（1997年7月） - 早川書房（ハヤカワ文庫NV）
- リトル・ボーイ・ブルー（1998年10月） - ソニー・マガジンズ
- アニマル・ファクトリー（2000年10月） - ソニー・マガジンズ
- エドワード・バンカー自伝（2003年2月） - ソニー・マガジンズ

## 映画
- ストレート・タイム（1978） - 原作、脚本
- ロング・ライダーズ（1980） - 出演
- 暴走機関車（1985） - 脚本、出演
- バトルランナー（1987） - 出演（レニー役）
- ミラクル・マイル（1988） - 出演
- デッドフォール（1989） - 出演（キャッシュの上司・ホームズ警部役）
- レザボア・ドッグス（1991） - 出演（Mr.ブルー役）
- 完全犯罪（1995） - 出演
- アニマル・ファクトリー（2000） - 共同製作、原作、脚本
- ロンゲスト・ヤード（2005） - 出演
- ドッグ・イート・ドッグ（2016） - 原作